# Wendy Divine
Wendy Divine (Plant City, Florida; 12 de noviembre de 1971) es una actriz pornográfica. Inició su carrera como bailarina desnudista a mitad de los años noventa quedando plasmada parte de su vida en un especial, tipo reality show, transmitido por la cadena HBO Latinoamérica a finales de esa misma década. En dicho especial se presentaba la vida de las bailarinas en los circuitos de baile estadounidenses, los problemas para audicionar de bailarinas maduras contra la preferencia de los dueños de clubes por las más jóvenes. En el Maya, Divine aparece como Wendy Divine, se echa a llorar y confiesa ante las cámaras lo sola que se siente pese al éxito de sus circuitos de baile. Las cámaras también registran sus visitas al cirujano para que le aumente la talla del busto. Se inició en la industria del porno aproximadamente en 1998 a los 27 años, habiendo aparecido en más de 300 películas.

## Premios
- 2003 AVN nominada – Mejor actriz de reparto, Video – Jolean and the Pussycats[2]
- 2005 AVN nominada – Mejor actriz de reparto, Película – The Masseuse[3]